# Mario Michielli
Mario Michielli (Palmanova, 9 marzo 1853 – ...) è stato un compositore italiano.

## Biografia
Giovanissimo prese lezioni di cembalo dall'organista della chiesa del suo paese, proseguendo poi li studi a Udine. Intraprese la carriera militare ed ottenne il grado di ufficiale.
Proseguì lo studio della musica con Antonio Traversari, che lo indirizzò verso lo studio della composizione. A soli 16 anni decise di iniziare a comporre, e l'opera scelta fu Don Corrados, libretto che gli fu donato da un amico, ma dopo la produzione di due atti abbandonò l'impresa.
Si dedicò quindi alla composizione di opere più leggere (romanze, preludi, ballabili, ecc.). Il più significativo è il Concerto per archi che fu dato per la prima volta presso il Teatro Minerva di Udine che fruttò al compositore la pubblicazione a stampa della sua musica, ad opera dell'editrice Lucca.
Il suo lavoro più importante vide la luce nel 1876 Ericarda di Wargas, un'opera seria in 4 atti che ebbe un unanime consenso di critica e che fu rappresentata con successo in prima assoluta presso il R.Teatro Nuovo di Pisa il 28 marzo 1881 dall'impresa lirica Brunello e Sieni. Interpreti della prima esecuzione furono: Sofia Ravogli (Ericarda) soprano, Giulietta Ravogli (Preziosa), Antonio Baroncelli (Don Alvaro) tenore, Enrico Caltagirone (Don Carlo) baritono, Francesco Vecchioni (Conte di Calatrava) e Ester Agosteo (Ines/Rita). Direttore d'orchestra Daniele Antonietti.
Successivamente scrisse altre composizioni minori a carattere strumentale.

## Alcune composizioni di Mario Michielli
- Don Corrados - Opera lirica incompiuta (composti solo 2 atti) - 1869
- Una passeggiata militare - Marcia Polka per pianoforte - Op.2 - Ediz. L. Berletti Udine
- Una notte fra le canne: (nella vicinanze del Sermione) - Polka per pianoforte - Op.3 - Ediz. L. Berletti Udine
- Il primo giorno di Carnovale - Mazurka per pianoforte - Op. 4 - Ediz. L. Berletti Udine
- Ei più non m'ama - Mazurka per pianoforte - Op. 5 - Ediz. L. Berletti Udine
- La furlana - Mazurka per pianoforte - Op. 7 - Ediz. L. Berletti Udine
- Una gita in Cadore - Polka marziale - Op. 8 - Ediz. L. Berletti Udine
- Gran centone originale a soli istrumenti ad arco - Op. 22 - ridotto anche poi per pianoforte solo dallo stesso autore - Dedicato al Consorzio filarmonico Udinese  - Ediz. Giovanni Canti Milano
- Ericarda di Wargas - Opera seria in 4 atti - Libretto di Giovanni Emanuele Bidera (poi Bideri) (siglato sul libretto E.B.) Prima rappresentazione R. Teatro Nuovo di Pisa Stagione di Quaresima del 1881. Data alla stampa  presso la tipografia Jacob e Colmegna di Udine nel 1879
- La chiave magica - Valzer per pianoforte - Op. 36 - Edizioni F.Lucca 1878 Milano - Dedicato all'ingegner Antonio Tabai

## Curiosità
Il libretto dell'opera "Ericarda di Wargas" riprende fortemente la storia de La Forza del Destino musicata da Verdi su libretto di Francesco Maria Piave. La vicenda si svolge in Spagna e identici sono i nomi dei protagonisti maschili principali, Don Carlo e Don Alvaro, la Leonora verdiana diviene invece Ericarda e Preziosilla diviene Preziosa. Il Marchese di Calatrava nella Ericarda viene invece degradato a Conte.